# Villeneuve-Loubet
 Villeneuve-Loubet  (en occitano Vilanòva Lobet) es una población y comuna francesa, en la región de Provenza-Alpes-Costa Azul, departamento de Alpes Marítimos, en el distrito de Grasse y cantón de Cagnes-sur-Mer-Ouest.

## Demografía
| 455                       | 307 | 534 | 653 | 779 | 791 | 722 | 743 | 685 | 766 | 735 | 730 | 734 | 830 | 942 | 890 | 793 | 878 | 843 | 967 | 912 | 1 266 | 1 236 | 1 520 | 1 402 | 1 914 | 2 769 | 3 865 | 6 001 | 8 083 | 11 539 | 12 935 | 13 972 |
| (Fuente: Cassini e INSEE) |     |     |     |     |     |     |     |     |     |     |     |     |     |     |     |     |     |     |     |     |       |       |       |       |       |       |       |       |       |        |        |        |

## Hermanamientos
- Forlimpopoli (Italia), desde el 13 de mayo de 2000.[8]